# Gurye
Gurye (coreeană: 구례군) este un oraș din Coreea de Sud.